# Eteone tetraophthalma
Eteone tetraophthalma är en ringmaskart som beskrevs av Schmarda 1861. Eteone tetraophthalma ingår i släktet Eteone och familjen Phyllodocidae. Inga underarter finns listade i Catalogue of Life.